# Paweł Tyszkowski
Paweł Tyszkowski (cca 1870 – 17. září 1920) byl rakouský politik polské národnosti z Haliče, v 2. polovině 19. století poslanec Říšské rady.

## Biografie
Byl šlechtického původu. Byl posledním majitelem panství Grabownica Starzeńska. Ve své závěti z 19. října 1912 odkázal svůj majetek v 18 vesnicích polské akademii věd. Jeho manželkou byla Henryką Fredro, pravnučka šlechtice Jacka Fredra.
V letech 1889–1914 byl poslancem Haličského zemského sněmu.
Působil taky jako poslanec Říšské rady (celostátního parlamentu Předlitavska), kde usedl v doplňovacích volbách roku 1895 poté, co zemřel Antoni Tyszkowski. Reprezentoval kurii venkovských obcí v Haliči, obvod Přemyšl, Dobromyl atd. Slib složil 27. listopadu 1895. Porazil tehdy rusínského kandidáta dr. Franka. Mandát obhájil v řádných volbách roku 1897 a volbách roku 1901. Ve volebním období 1891–1897 se uvádí jako rytíř Paul von Tyszkowski, statkář, bytem Huwniki. Patřil mezi polské národní poslance. Do Říšské rady ho kandidoval ústřední polský volební výbor. Na Říšské radě zastupoval Polský klub.